# King Features Syndicate
King Features Syndicate (United King Features Syndicate) är det största amerikanska syndikatet för tecknade serier. Man marknadsför, förutom seriestrippar, även annat närliggande material till dagspressen.
Exempel på serier som produceras av United King Features Syndicate:
- Bizarro
- Blixt Gordon
- Blondie
- Dennis
- Ernie
- Familjen Flax
- Fantomen
- Hagbard Handfaste
- Karl-Alfred
- Knasen
- Mandrake
- Sigges lagun
- Spider-Man
- Tjalle Tvärvigg
- Zits